# Bülach
Bülach je město v kantonu Curych ve Švýcarsku. Je sídlem stejnojmenného okresu. Žije zde přibližně 24 tisíc obyvatel.

## Geografie
Bülach leží v nadmořské výšce 428 metrů na západním úpatí masivu Dättenberg, vzdušnou čarou 16 kilometrů severně od Curychu. Kromě vlastního se středověkým centrem patří k Bülachu také vesnice Eschenmosen, Nussbaumen a Heimgarten. Současná čtvrť Niderflachs byla původně také samostatnou osadou.Území obce (1609 ha) tvoří z 39,0 % lesy, 29,8 % je využíváno zemědělsky a 30,8 % je využíváno pro sídla a dopravu. 0,3 % tvoří vodní plochy a neproduktivní půda (stav k roku 2018).

## Historie

### Nejstarší historie

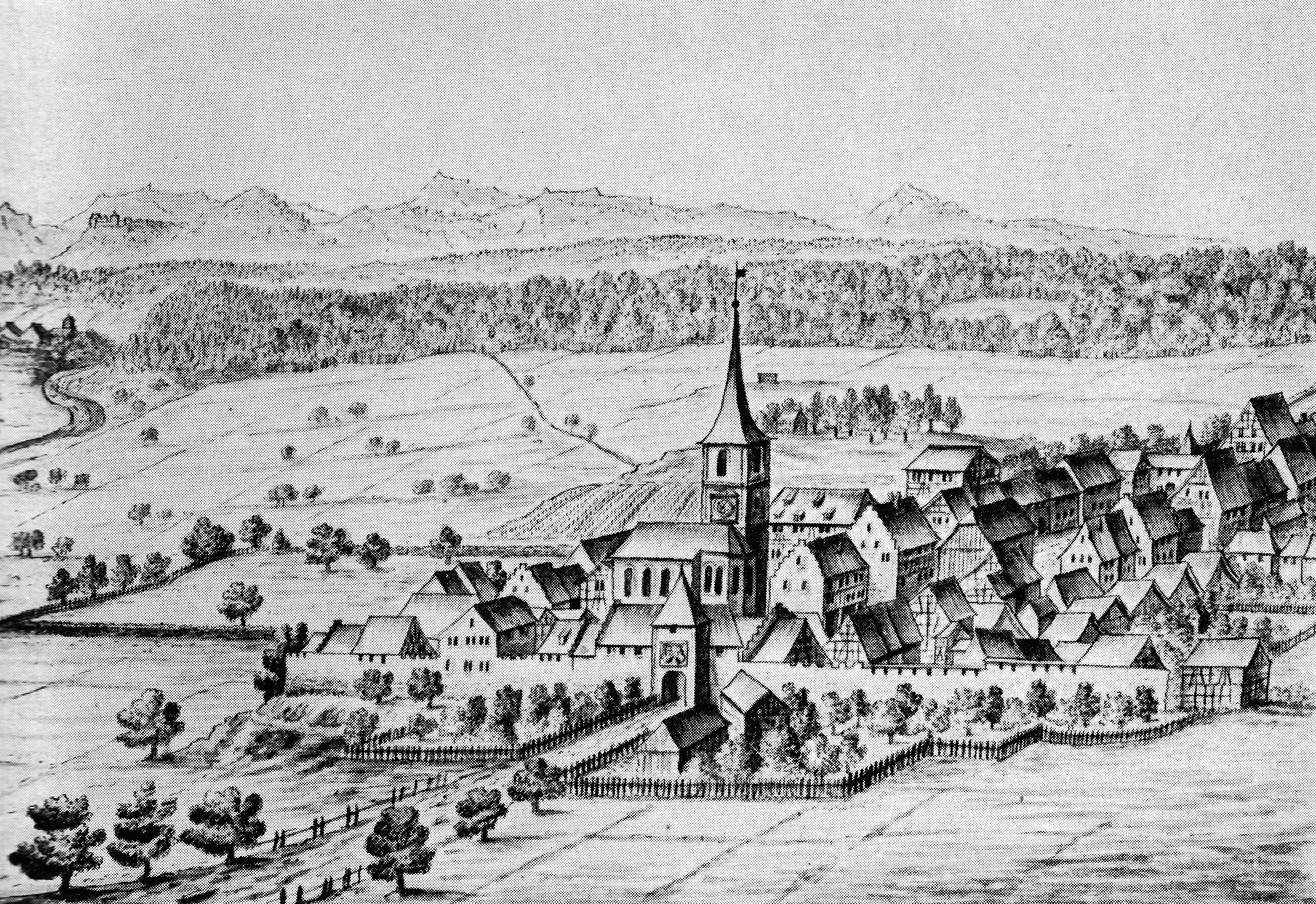
Bülach na středověké iluminaci

Okolí Bülachu bylo osídleno již v pravěku. V roce 1980 byly ve Schwerzgruebu objeveny ohniště z pozdní doby bronzové. „Keltský val“ na Rýnském vrchu jako opevnění menšího keltského sídliště (oppidillum, malé oppidum) byl v letech 1998/99 zkoumán curyšskou univerzitou a kantonálním archeologickým oddělením. Val se skládal z kamenů, bedněné konstrukce s výplňovým materiálem, dřevěného čela valu z dubových trámů a příkopu. V Höragenwaldu a Hardwaldu byly nalezeny mohyly z pozdní doby halštatské se zbraněmi, šperky a nástroji. V době římské říše se na místě dnešního města nacházel římský statek.

### Středověk a novověk

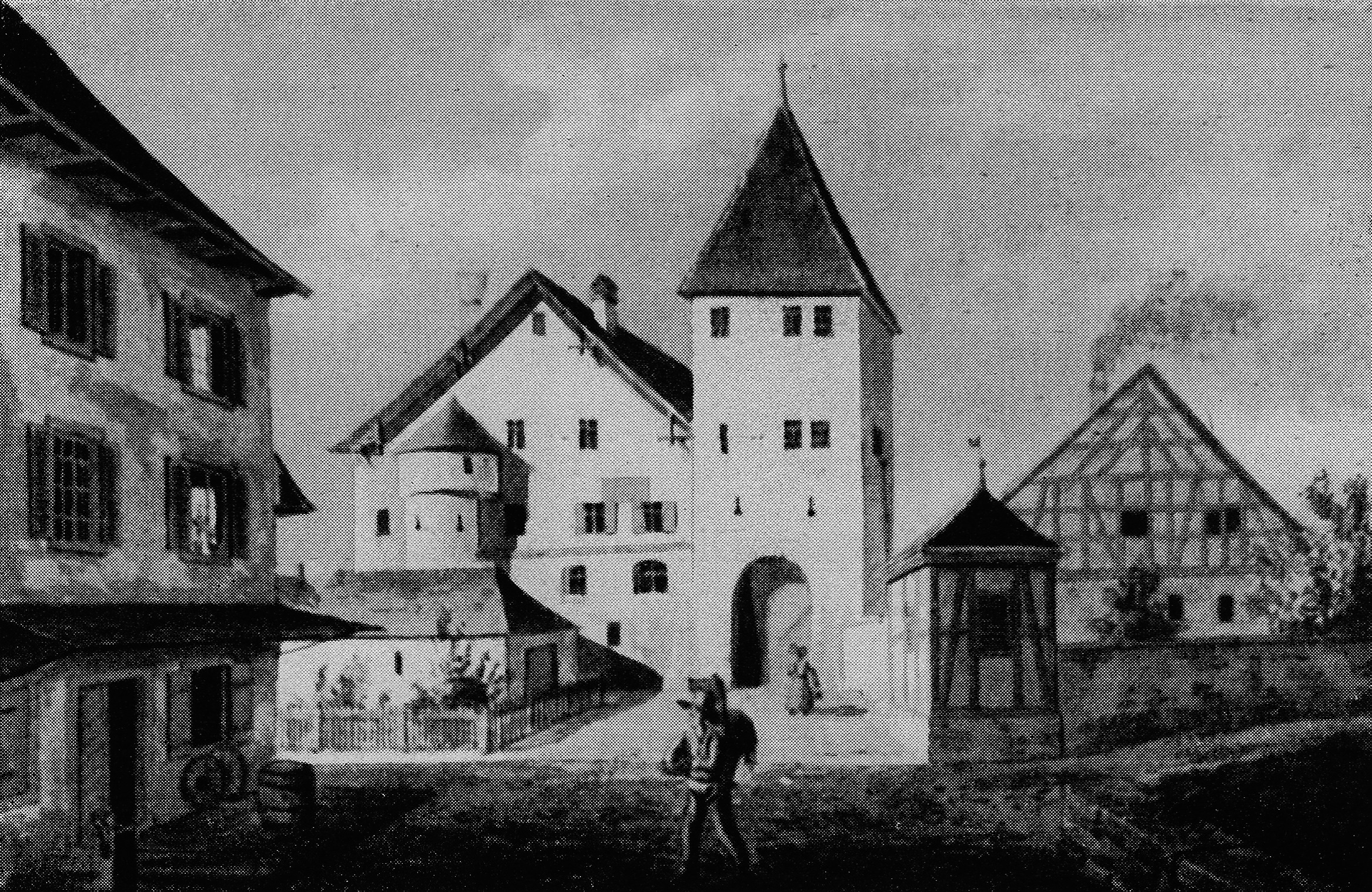
Dolní městská brána, vyobrazení z roku 1838

První písemná zmínka pochází z roku 811 (ve tvaru Pulacha, což je odvozeno z latinského mužského jména Pullius) a v roce 1384 udělil Leopold III. Habsburský Bülachu městská práva. Vesnice, která se ve vrcholném středověku vyvinula v uzavřenou osadu, byla již ve 13. století opevněna hradbami. Bülach byl až do roku 1376 (nejpozději od 13. století) podřízen baronům z Tengenu. V roce 1384, kdy vévoda Leopold III. Habsburský převzal místní panství, získal Bülach městská práva s vlastní jurisdikcí. Bülach za toto privilegium vděčil především své velmi příznivé dopravní situaci. Bülach v roce 1386 během Sempašské války zcela vyhořel.
V roce 1409 byl Bülach nejprve zastaven Curychu a nakonec mu připadl v roce 1419; od roku 1412 tvořil spolu s Bachenbülachem, Niederflachsem a Nussbaumenem panství pod svrchovaností Curychu. Bülach měl až do helvétské revoluce omezenou politickou autonomii (úřad starosty a občanské shromáždění). Během staré curyšské války byl Bülach 7. srpna 1444 podruhé vypálen; 21. června 1506 zničil další požár velkou část města. Radnice byla znovu postavena v letech 1672/73.
Současná budova kostela pochází z let 1508–1514, v 17. a 19. století byly loď a věž několikrát přestavěny. Reformace dorazila do Bülachu v roce 1523. Skutečně se však prosadila až od roku 1528, kdy byl městským farářem jmenován Johannes Haller. Haller byl významným pomocníkem a podporovatelem Ulricha Zwingliho v curyšském Grossmünsteru. V této době se zdejší kraj a Bülach staly významným centrem anabaptismu, který byl reformovanými curyšskými úřady násilně potlačován.

### 18. a 19. století

Letecký pohled (1933)

V roce 1802, v době Helvétské republiky, Bülach dočasně ztratil městská práva. V roce 1831 byl v důsledku nové kantonální ústavy dříve existující správní obvod Embrach přeměněn na dnešní okres s názvem a hlavním městem Bülach.
Zürcher Unterland byla tradiční zemědělská oblast. Díky svému městskému statutu byl Bülach tržním městem pro zemědělské produkty z okolí. K prosperitě přispívaly rozsáhlé obecní lesy a četné obchodní a řemeslné podniky. Rozšířená byla zejména výroba oděvů (obuvníci, krejčí, kloboučníci). Ve srovnání s ostatními nížinami začala v Bülachu industrializace brzy. První mechanická přádelna s 25 zaměstnanci byla založena již v roce 1819. V roce 1850 zde bylo asi 150 řemeslníků a 20 obchodníků. Ve druhé polovině 19. století se pravidelně konaly dobytčí trhy. V roce 1849 se Bachenbülach stal samostatnou obcí.
V roce 1893 zde vzniklo ovocnářské družstvo spojené s teosofií a zdravým způsobem života.

### 20. století

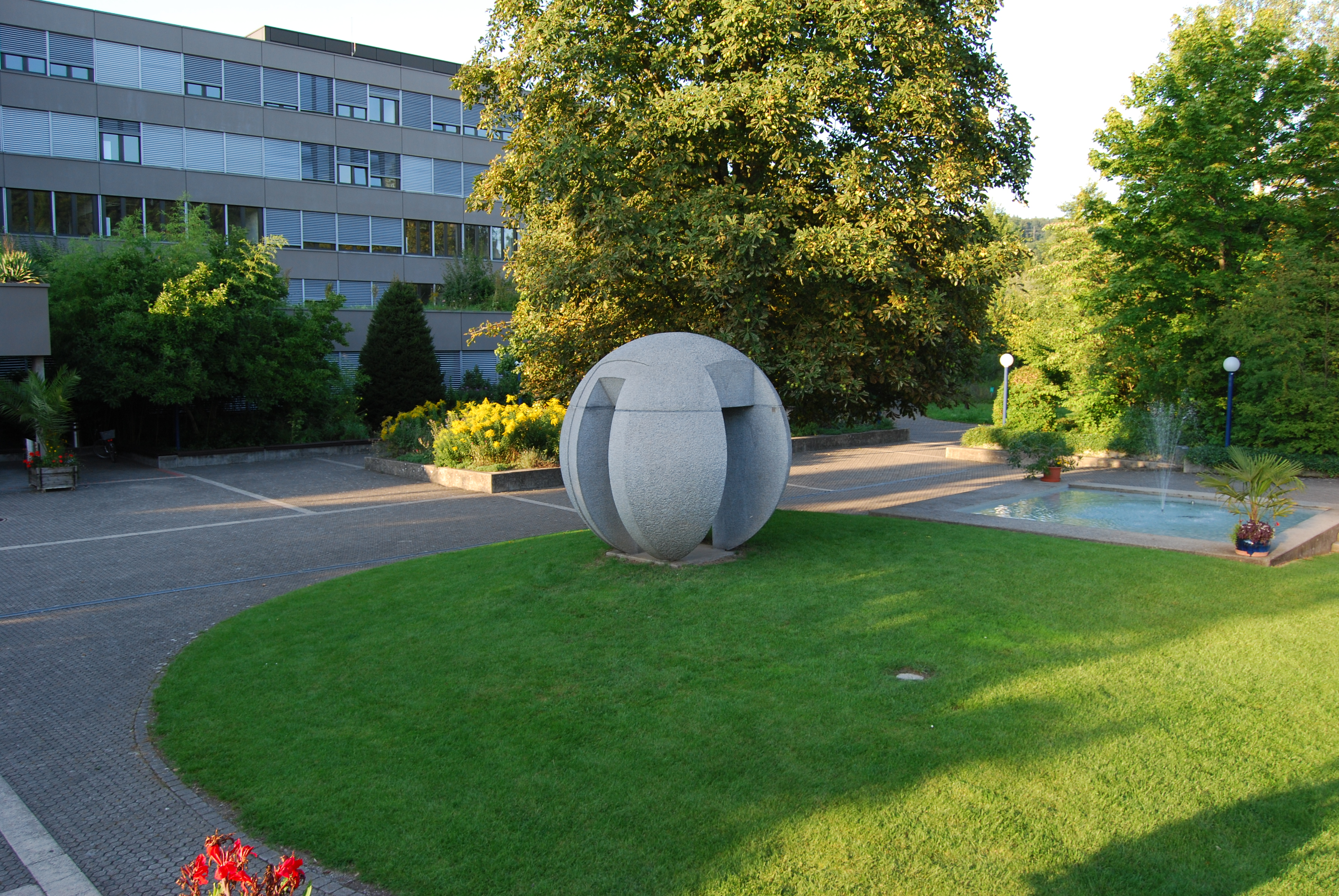
Kantonální škola v Bülachu

Katolický kostel (kostel Nejsvětější Trojice) byl vysvěcen v roce 1902 a farnost byla založena v roce 1943.
Sklárna byla postavena v letech 1890/91. Spolu se sklárnami Saint-Prex a Wauwil byla sklárna Vetropack až do roku 2001 největším výrobcem skleněných obalů ve Švýcarsku. Slévárna Sulzer AG zahájila provoz v roce 1917. Další středně velké průmyslové podniky působí ve strojírenství, ocelářství a strojírenství a v počítačovém průmyslu. V roce 1990 bylo v 1. sektoru zaměstnáno něco málo přes 1 % pracovní síly, ve 2. sektoru 34 % a ve 3. sektoru 65 %.
První vodovod pro soukromé domy byl uveden do provozu v roce 1884. První kanalizační řád vstoupil v platnost v roce 1910, povinné připojení bylo zavedeno od roku 1934. Čistírna odpadních vod je v provozu od roku 1957. Spalovna odpadů, postavená v roce 1967, byla z ekologických důvodů opět uzavřena v roce 1975. Okresní nemocnice v Bülachu existuje od roku 1937.
O výstavbě střední školy se poprvé jednalo v kantonálním parlamentu v roce 1956; kantonální škola Zürcher Unterland (KZU) byla nakonec otevřena v roce 1972. Odborná škola vznikla z živnostenské školy v roce 1860 a do vlastní školní budovy se přestěhovala v roce 1982.

## Obyvatelstvo
| Rok            | 1836 | 1850 | 1900 | 1950 | 1963   | 2000   | 2005   | 2010   | 2015   | 2020   | 2022   |
| Počet obyvatel | 1278 | 1545 | 2175 | 4634 | 10 028 | 13 923 | 14 815 | 17 478 | 19 342 | 21 973 | 23 593 |

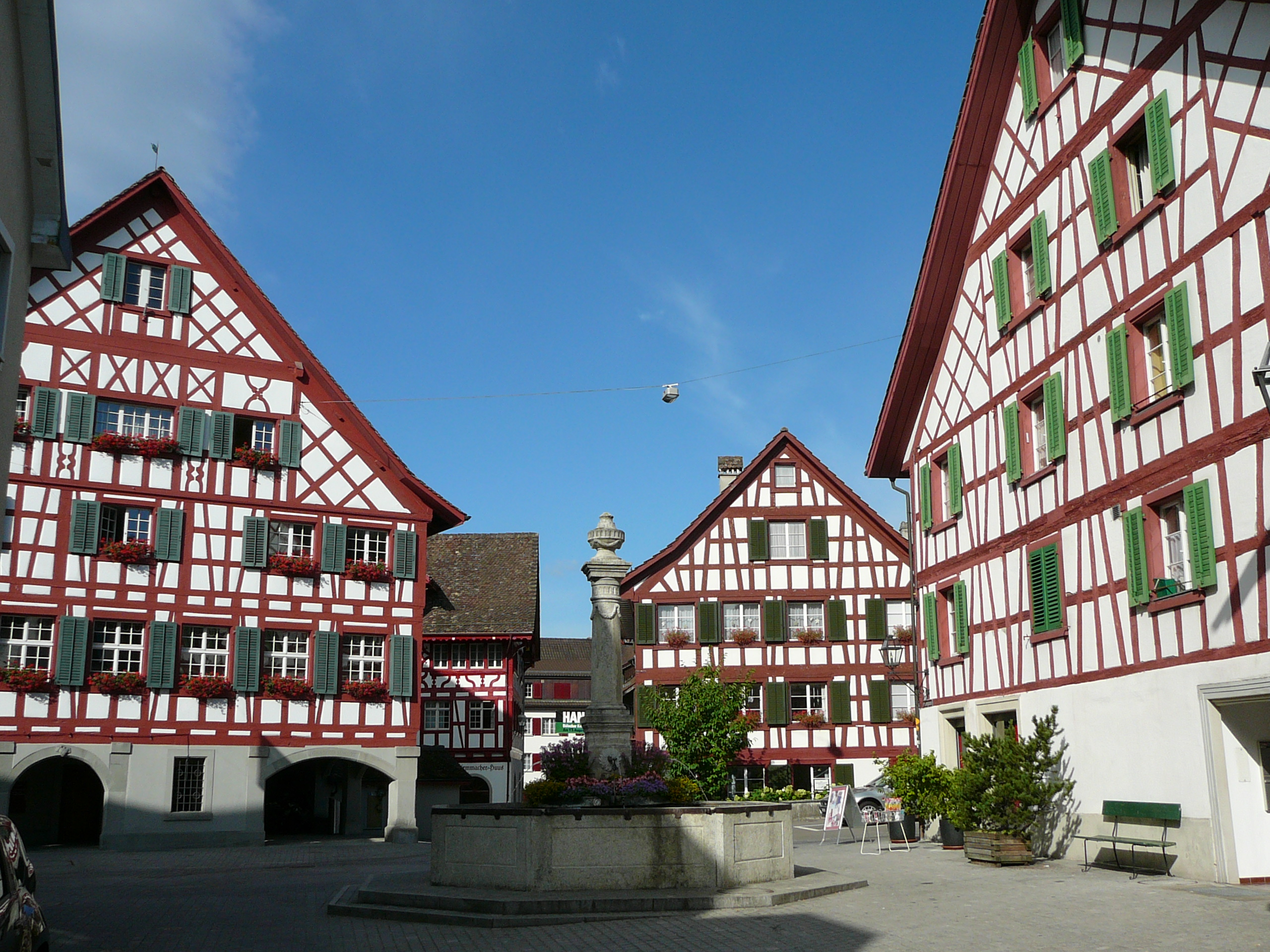
Historické centrum města

Podíl cizinců v Bülachu činí 30,8 %, což je více než 27,6 % v celém kantonu (k roku 2022).

### Náboženství
Navzdory tomu, že se Bülach nachází v převážně reformovaném kantonu Curych (24,5 % oproti 22,9 % římskokatolického obyvatelstva), je počet reformovaných a katolíků v Bülachu téměř vyrovnaný, což souvisí s vysokým podílem cizinců. V roce 2022 se k evangelické reformované církvi hlásilo 21,0 % obyvatel, k římskokatolické 21,4 % a 57,4 % obyvatel mělo jinou nebo žádnou konfesní příslušnost.

## Hospodářství
Ve městě sídlí sklářská firma Vetropack. Bülach je centrem turisticky významného regionu Zürcher Unterland a leží na úpatí masivu Dättenberg s veřejnou observatoří Sternwarte Bülach. Nedaleko se nachází Letiště Zürich.

## Doprava

### Veřejná doprava

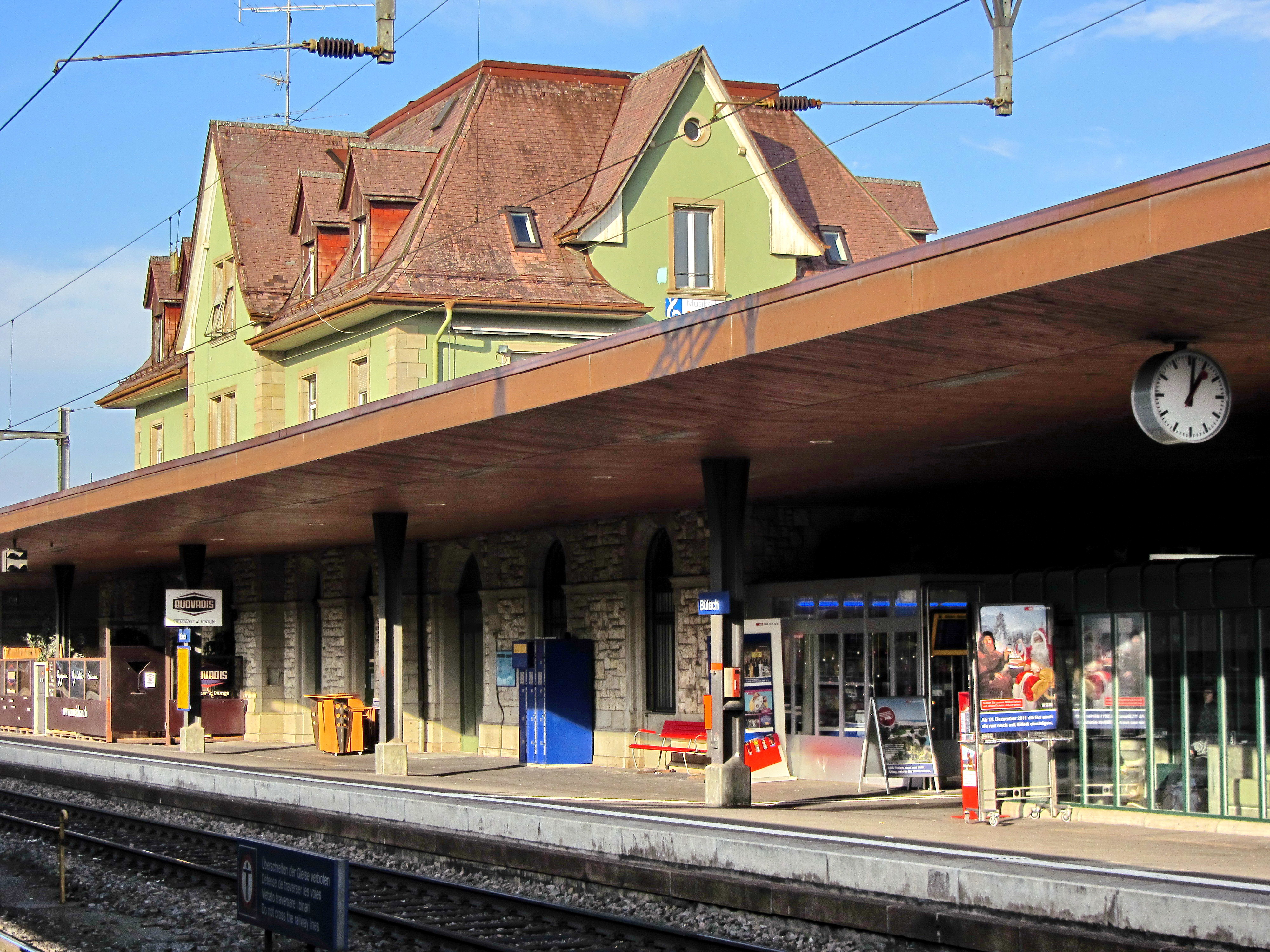
Železniční stanice Bülach

Bülach je stejně jako všechny ostatní obce kantonu Curych začleněn do curyšské dopravní sítě (ZVV). Obec byla poprvé připojena k železniční síti 1. května 1865 konečnou stanicí dráhy Bülach-Regensberg-Bahn (BR) do Oerlikonu. V roce 1877 převzala železniční společnost Schweizerische Nordostbahn (NOB) a v roce 1902 byla znárodněna jako Švýcarské spolkové dráhy (SBB). Dne 1. srpna 1876 se Bülach stal železničním uzlem s otevřením trati NOB Hochrheinbahn (Winterthur–Koblenz), přičemž na severu města byla vybudována uzlová stanice. S otevřením trati NOB (Bülach –) Eglisau – Neuhausen am Rheinfall přes Rafzerfeld a Jestetten s napojením na dráhu Winterthur – Andelfingen –Schaffhausen v Neuhausenu nahradila trať BR přes Bülach od 1. června 1897 postupně trať přes Andelfingen jako hlavní trať mezi Curychem a Schaffhausenem. Od znárodnění soukromých železnic v roce 1902 jsou tratě majetkem SBB. Od rozšíření dvoukolejné trati v roce 1980 platí i zde jízdní řád SBB a od května 1990 jezdí curyšská S-Bahn. Spoje S-Bahn jezdí v pravidelných intervalech a spojují Bülach s Curychem, Schaffhausenem, Winterthurem a dalšími městy v okolí.
Doplňkové spoje veřejné dopravy a spojení s obcemi, kterými neprochází železnice, zajišťují autobusy Postauto.

### Silniční doprava
Západně od Bülachu prochází dálnice A51 (Curych – letiště – Bülach), známá jako Unterlandská dálnice, která zajišťuje příjezd do obce třemi sjezdy, přičemž dálnice končí na křižovatce Bülach Nord a napojuje se na hlavní silnici 4 (Schaffhausen – Bülach – Curych).

## Pamětihodnosti
Nejdůležitější památkou je reformovaný kostel sv. Vavřince z roku 1510. Svatého Vavřince připomíná také rošt v městském znaku.

## Osobnosti
- Martin Plüss (* 1977), hokejista
- Sarah Meierová (* 1984), krasobruslařka

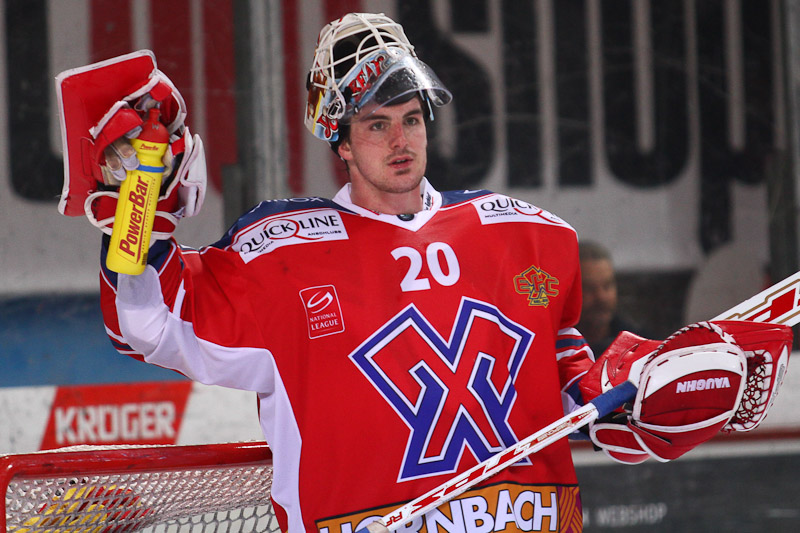
Reto Berra

- Caroline Cejková (* 1985), orientační běžkyně
- Reto Berra (* 1987), hokejista-brankář
- Mauro Schmid (* 1999), cyklista

## Partnerská města
- Santeramo in Colle, Itálie